# Mésoamérique
Ne doit pas être confondu avec Amérique centrale.

Situation géographique de la Mésoamérique à l'échelle du continent américain.

La Mésoamérique (également couramment orthographiée Méso-Amérique et plus rarement remplacée par l'expression Amérique moyenne) est une super-aire culturelle de l'Amérique précolombienne, c'est-à-dire un ensemble de zones géographiques occupées par des ethnies qui partageaient de nombreux traits culturels communs avant la colonisation espagnole de l'Amérique. Cela correspond au territoire où vivaient en particulier, à l'arrivée des Espagnols au XVIe siècle, les Aztèques, les Tarasques et les Mayas, ainsi que les autres peuples indigènes en contact avec eux.
D'un point de vue géographique, la Mésoamérique comprend le Mexique, le Belize, le Guatemala, le Salvador et le Honduras. La Mésoamérique est à différencier de l'Amérique centrale qui, dans son acception géographique, va de l'isthme de Tehuantepec, entre nord du Mexique et péninsule du Yucatán, jusqu'au Panama ; elle est aussi à différencier de l'Amérique Centrale du Sud - ou « aire intermédiaire » - avec le Honduras, l'est du Salvador, le Nicaragua, le Costa Rica, le Panama et, par extension, le nord-ouest de la Colombie.
Le terme Mésoamérique a été défini par l'anthropologue allemand Paul Kirchhoff en 1943, sur la base d’une liste de traits culturels communs aux civilisations de cette zone géographique.
Cette aire se caractérise par des affinités exclusivement culturelles (et non linguistiques) qui se manifestent sur plusieurs plans. La frontière nord de la Mésoamérique sépare les sociétés de chasseurs-cueilleurs (au nord) des sociétés agricoles (au sud) ; elle s'est déplacée au cours du temps. Au sud, la frontière est culturelle et linguistique.
La préhistoire et l'histoire de cette aire culturelle sont traditionnellement divisées en trois grandes époques : préclassique, classique et postclassique.

## Caractéristiques de l'aire culturelle mésoaméricaine

### Unité
Toutes les civilisations précolombiennes de cette zone présentent des caractéristiques culturelles communes, qui les distinguent d'autres civilisations précolombiennes, comme les civilisations andines. On retrouve en particulier systématiquement :
- des croyances : des mythologies polythéistes reprenant des divinités archétypales qu'on retrouve sous des noms et des formes diverses dans toute la Mésoamérique, comme le « vieux dieu du feu », le dieu de la pluie ou le serpent à plumes ; le nahualisme ; la croyance en un voyage après la mort dans un inframonde ;
- des pratiques religieuses : le sacrifice humain, dont l'omniprésence n'a été reconnue que progressivement par les archéologues ; des offrandes à la terre ; des centres cérémoniels incluant des pyramides à degrés et des places ; une production artistique ayant une fonction religieuse et politique ; un jeu de balle rituel, dont les règles sont mal connues et ont varié avec le temps, mais qui est également omniprésent sous l'une ou l'autre forme ;
- un calcul du temps combinant un calendrier solaire de 365 jours et un calendrier rituel sacré de 260 jours en relation avec un espace-temps symbolique et dualiste ;
- un système d'écriture logosyllabique[6] ;
- un système de numération vicésimal partiel ;
- une agriculture basée sur le maïs et surtout sa nixtamalisation, consistant à le bouillir dans de l'eau mélangée à de la chaux pour augmenter sa valeur nutritionnelle ;
- l'absence d'animal de trait.

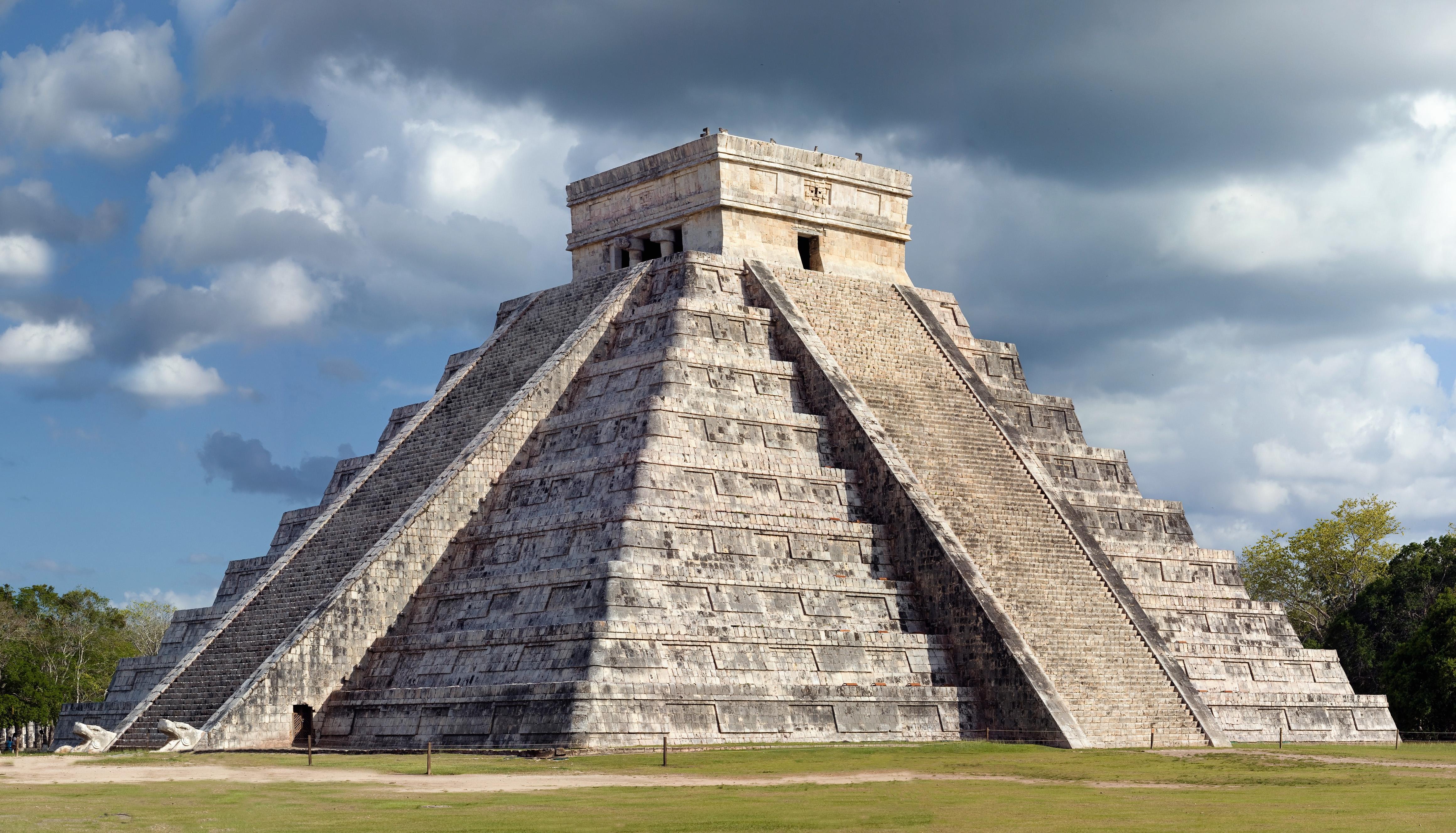
Pyramide à degrés mésoaméricaine (Castillo de Chichén Itzá).
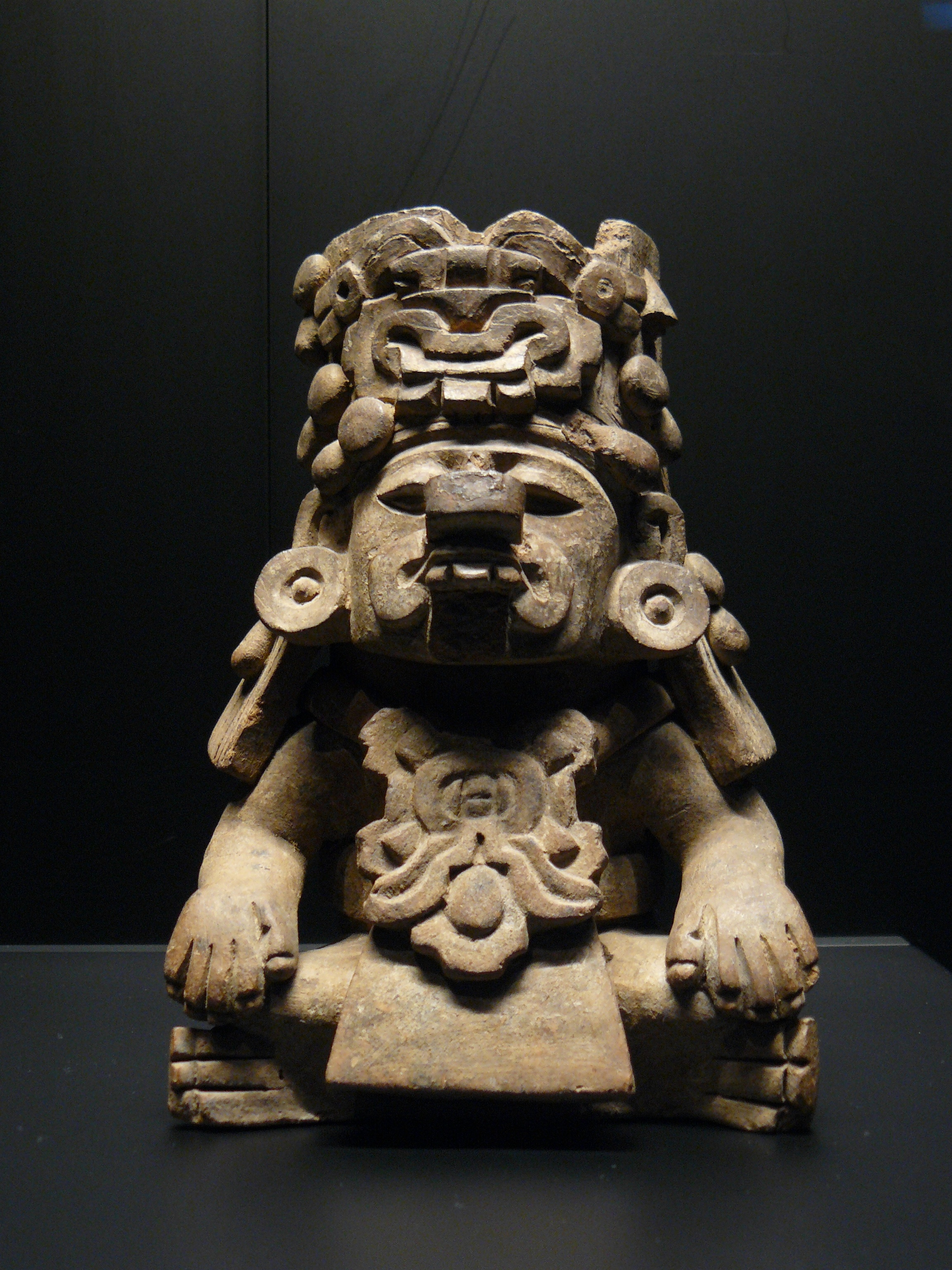
Représentation du dieu de la pluie zapotèque, Cocijo.
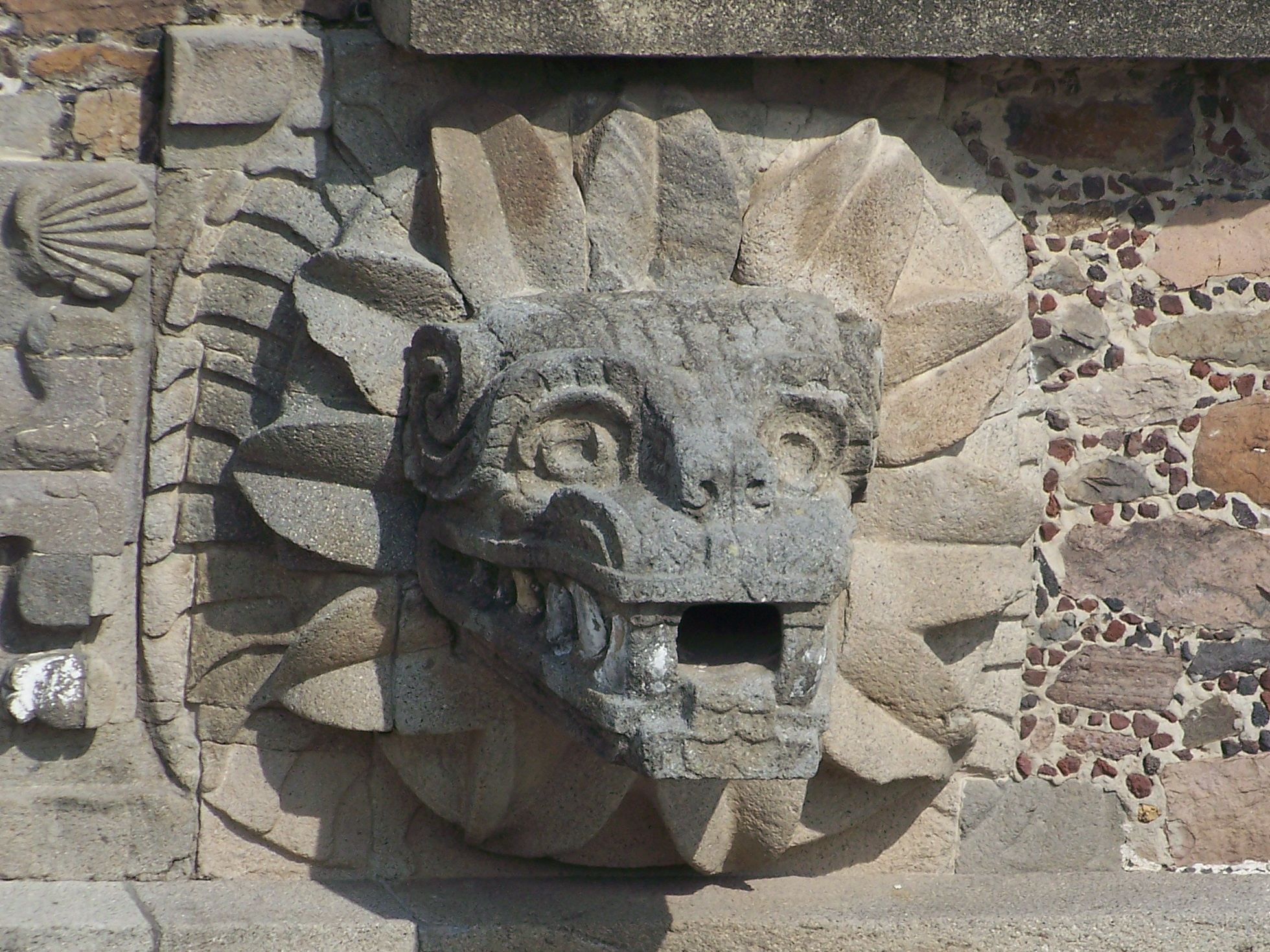
Une des représentations du serpent à plumes (Quetzalcóatl, à Teotihuacán).
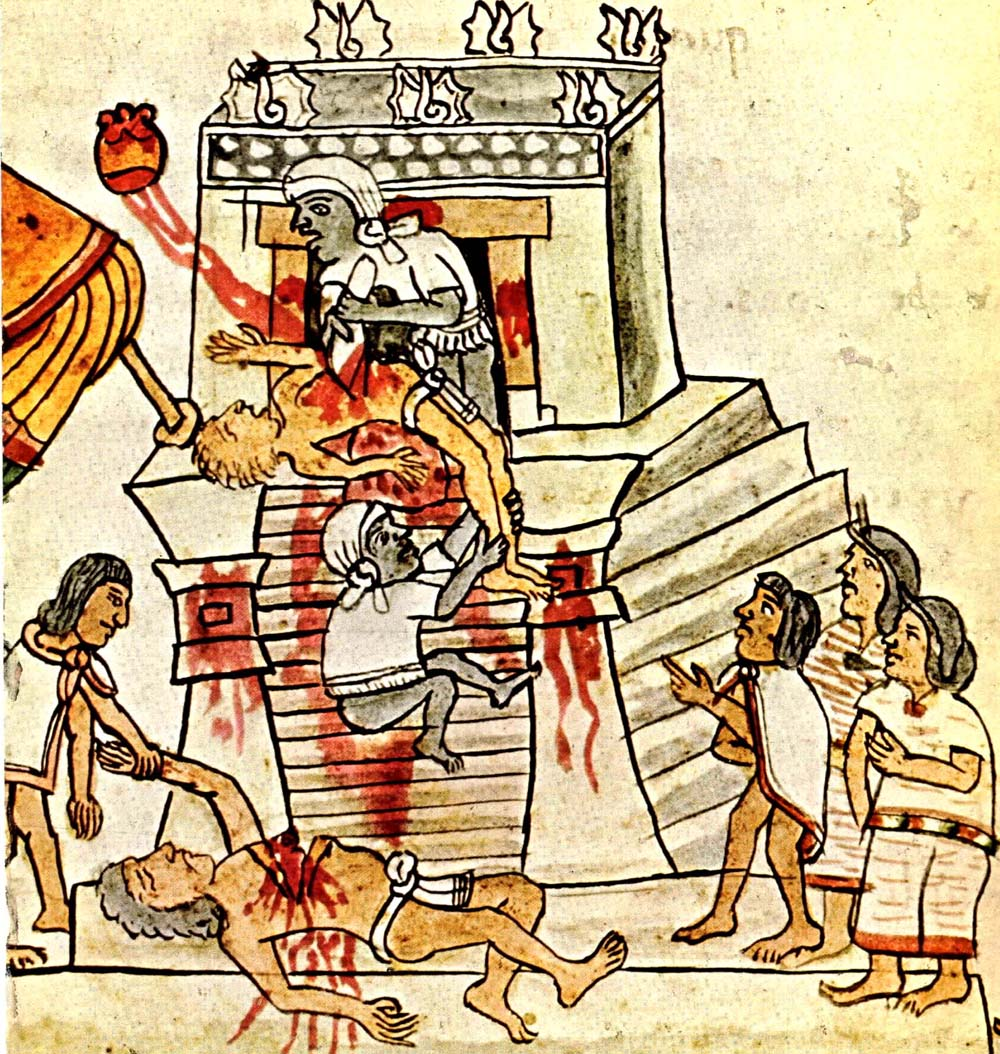
Sacrifice humain aztèque (codex Magliabechiano).
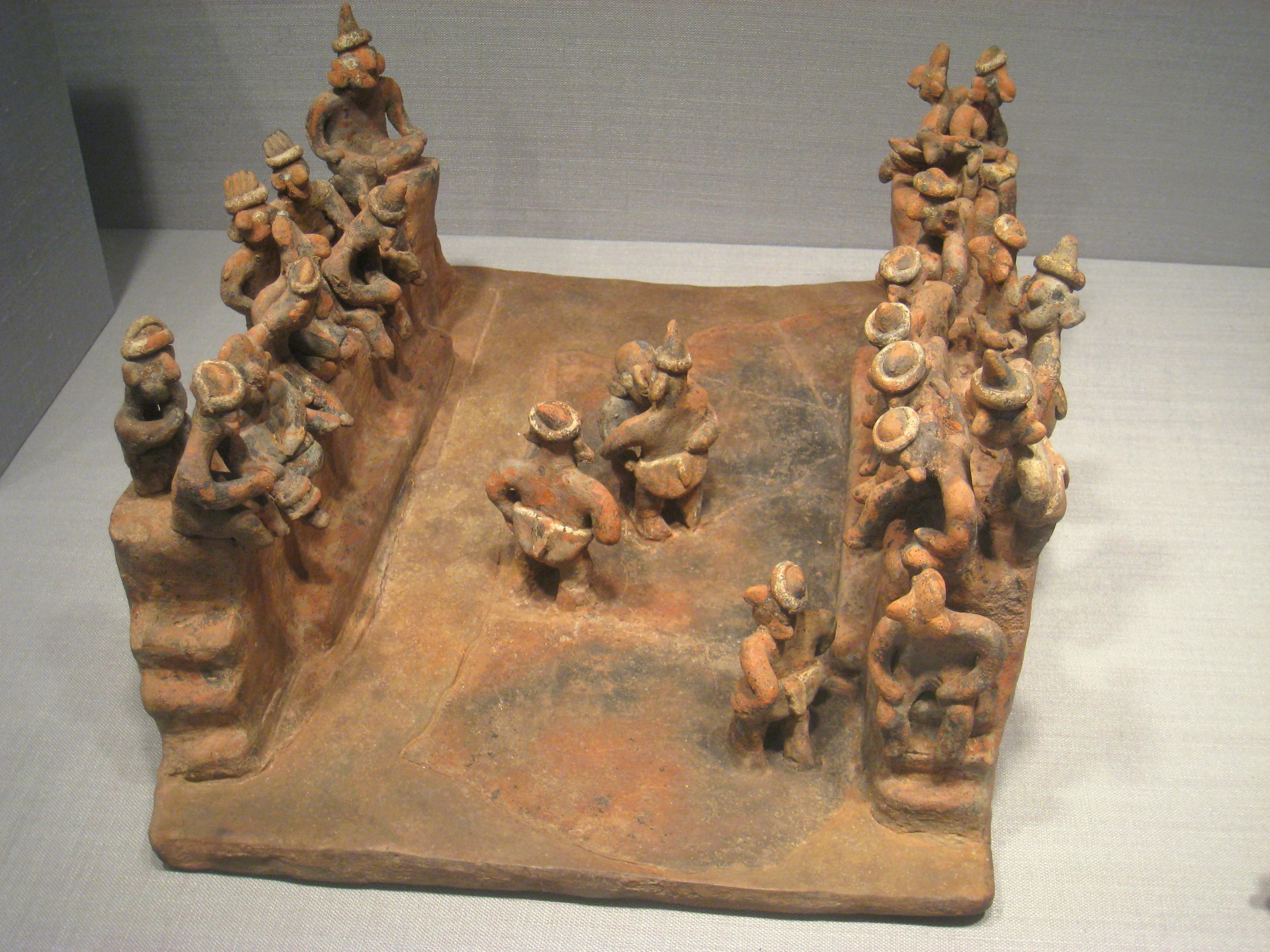
Céramique représentant une partie de jeu de balle (Nayarit).
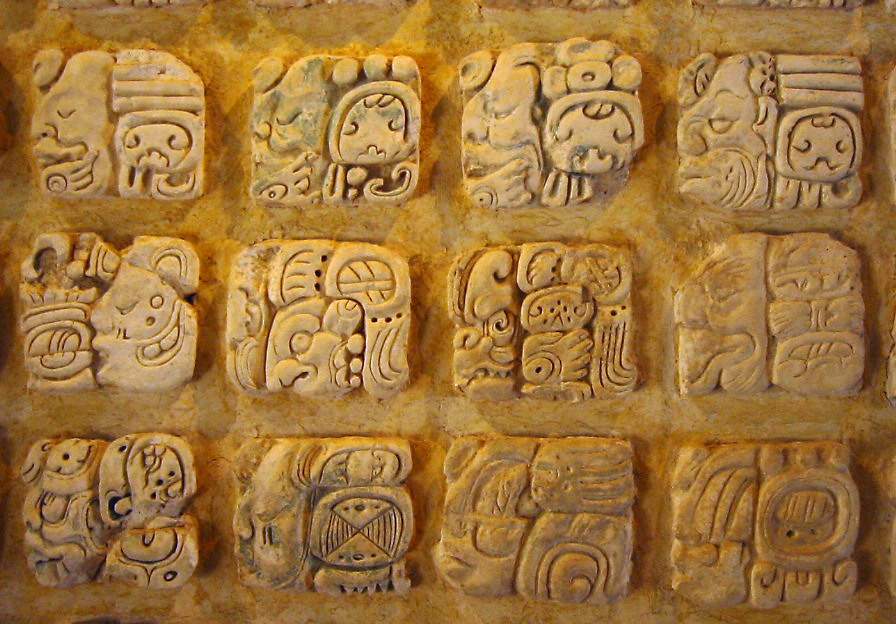
Exemple de glyphes utilisés dans l'écriture maya (musée de Palenque).
Système vigésimal : représentation maya des nombres de 0 à 19.
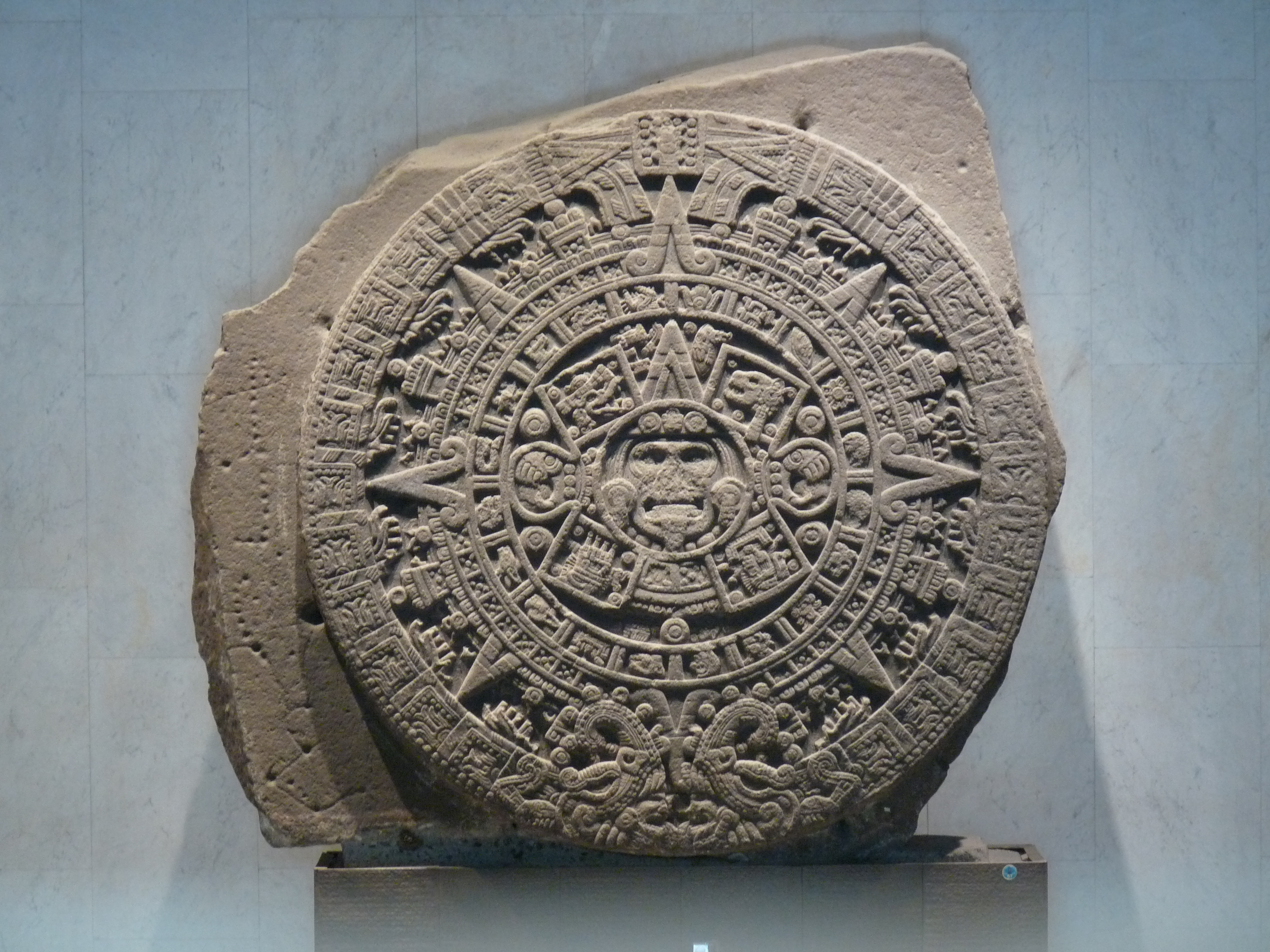
La pierre du Soleil aztèque représente à la fois le calendrier divinatoire de 260 jours (tonalpohualli) et la légende des soleils, qu'on retrouve dans d'autres cultures mésoaméricaines antérieures.
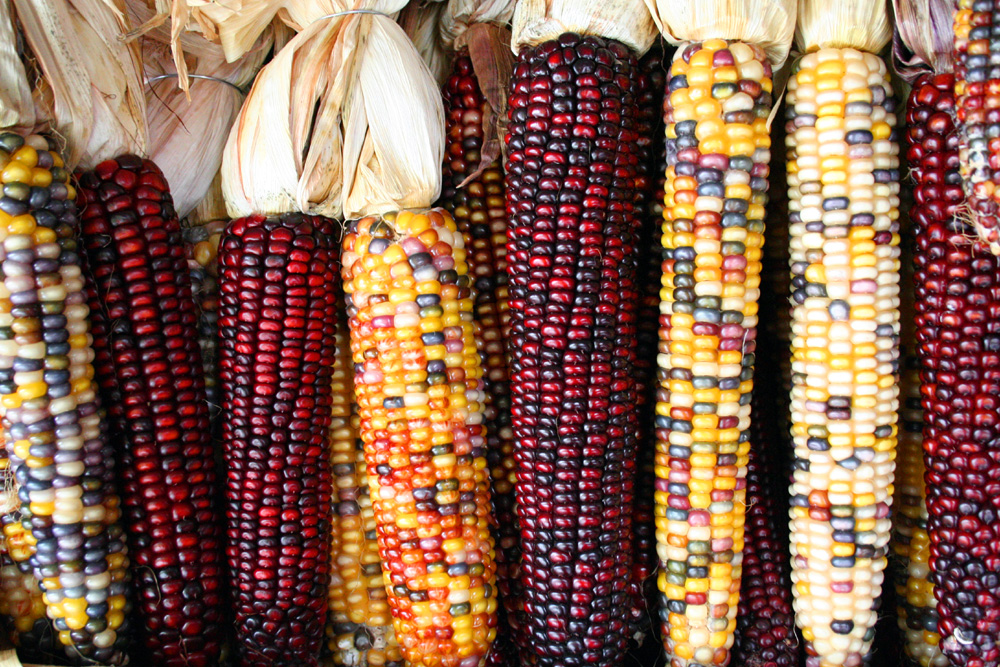
Différentes variétés d'épis de maïs.
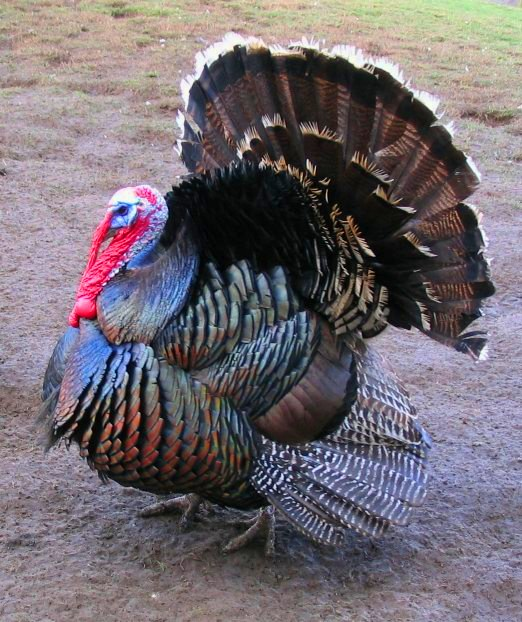
Dindon.

### Diversité
La Mésoamérique présente cependant également une grande diversité.
D'un point de vue linguistique, même si on regroupe les différentes langues mésoaméricaines dans une union linguistique mésoaméricaine présentant une certaine convergence, on distingue quatre catégories:
- le groupe oto-mangue, qui occupe principalement le Mexique central. En son sein, on distingue les Otomi, ainsi que les Zapotèques et les Mixtèques. Ce groupe est sans doute le plus ancien de la Mésoamérique.
- le groupe macromaya, qui comprend le mixe-zoque, le totonaque, le huaxtèque et le maya (qui se subdivise lui-même en plusieurs groupes).
- le groupe uto-aztèque, qui comprend le nahuatl, dont les locuteurs sont répandus dans pratiquement toute la Mésoamérique (dont faisaient partie les Toltèques et les Aztèques). Les Chichimèques, au nord de la Mésoamérique, faisaient également partie du groupe uto-aztèque.
- des isolats linguistiques, parmi lesquels les Tarasques forment le groupe le plus important.

Géographiquement, les différents milieux, de la zone tropicale (au sud de la péninsule du Yucatán) aux hauts plateaux de la Cordillère néovolcanique (au centre du Mexique) en passant par les sommets de la Sierra Madre del Sur (dans les États actuels du Michoacán et de Oaxaca), ne forment pas une unité géographique.

## Contexte écologique

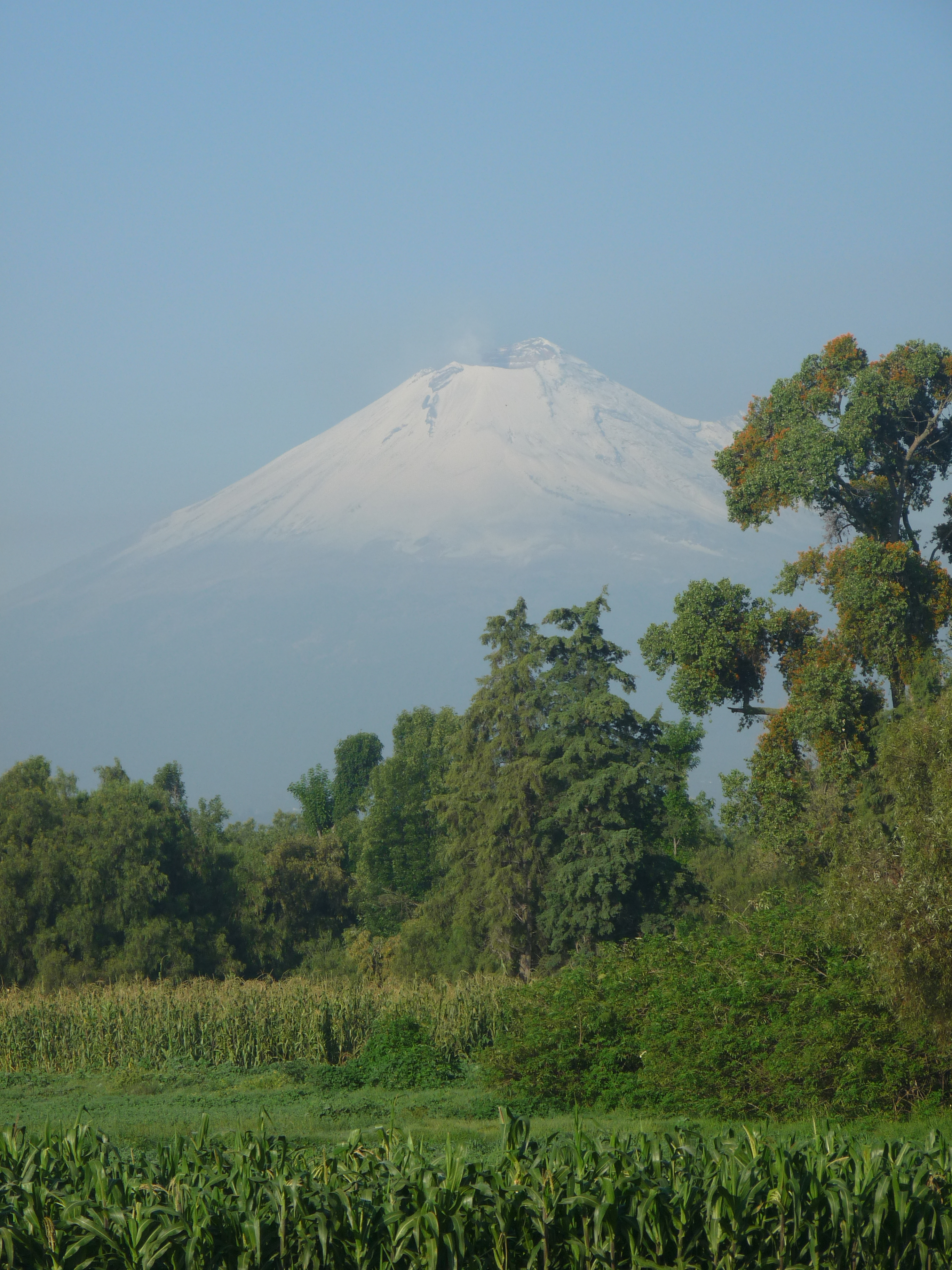
Paysage des terres mésoaméricaines de haute altitude (champs de maïs en avant-plan du volcan Popocatépetl).

Le territoire mésoaméricain se situe entre le 10° et le 22° de latitude nord. Il comprend la zone centrale du Mexique, l'isthme de Tehuantepec, la péninsule du Yucatán; le Guatemala, le Belize, le Salvador et la côte pacifique du Honduras, Nicaragua et du Costa Rica jusqu'au golfe de Nicoya. Il forme une association complexe de différents écosystèmes.
Michael D. Coe distingue les hautes terres (qui regroupent les différentes zones dont l'altitude est comprise entre 1 000 à 2 000 m) qui sont aussi connues comme l'Altiplano mexicain et les basses terres avec des altitudes plus proches du niveau de la mer et qui ne dépassent pas les 1 000 m. Le premier groupe présente une grande diversité climatique, qui va du climat froid de montagne au climat tropical aride. Toutefois les climats subtropicaux ou tropicaux prédominent, comme sur la côte du golfe du Mexique et la mer des Caraïbes.
Certaines des vallées des hautes terres de Mésoamérique possèdent un sol fertile à vocation agricole. C'est le cas des vallées du Oaxaca, celle de Puebla-Tlaxcala et de Mexico. Toutefois, leur situation encaissée ne favorise pas les précipitations. Cette situation est particulièrement critique dans les terres chaudes des vallées mixtèques qui sont sans doute les plus arides des hautes terres. Outre le manque de pluie, il existe peu de cours d'eau et ils ont un débit réduit. Les premières recherches archéologiques présupposaient que le climat devait être plus favorable par le passé. Pourtant, avec les années et la profusion de connaissances sur la région, on sait que le climat ne devait pas être si différent de celui d'aujourd'hui, bien que les écosystèmes présentent un degré de dégradation provoquée par l'activité humaine. Une bonne partie des hautes terres présentent des preuves d'une déforestation ancienne, et diverses espèces ont disparu de leur habitat d'origine.
Par conséquent, bien que les conditions des hautes terres de Mésoamérique n'aient pas été extraordinairement favorables, elles n'ont pas non plus été suffisamment défavorables pour empêcher le développement des hautes civilisations agricoles mésoaméricaines. De fait, leur situation est similaire à celles d'autres régions du monde où se sont produits des processus civilisateurs précoces, comme dans le nord du Pérou, ou dans la vallée de l'Indus, en Asie. Dans ces sites, comme en Mésoamérique l'être humain a dû apprendre à tirer profit au maximum des ressources dont il disposait dans son milieu. Les mésoaméricains des hautes terres, en tant que peuples agricoles, ont appris à stocker l'eau et à l'acheminer depuis les sources jusqu'à leur champ. Parmi les techniques agricoles de Mésoamérique la plus caractéristique fut peut-être la culture en chinampas, développée dans les lacs du plateau tarasque (en) et plus particulièrement dans la vallée de Mexico, où subsistent un certain nombre de zones de chinampería à Xochimilco.
Par ailleurs, les agriculteurs mésoaméricains ont dû apprendre à compter le temps puisque la période durant laquelle ils pouvaient semer restait comprise entre deux saisons qui menaçaient le résultat des récoltes de la culture principale, le maïs: la saison chaude et sèche du début du printemps et des gelées hivernales.
Il en était tout autrement pour les basses terres, particulièrement dans le sud-est de la côte du Golfe du Mexique où les pluies sont assez abondantes. Les forêts tropicales à végétation dense couvraient une bonne partie des plaines côtières et ceci représentait un obstacle pour le développement de l'agriculture. Dans ces sites, autant la végétation comme l'excès d'eau constituaient un problème, les mésoaméricains conçurent des systèmes de drainage, dont on peut aujourd'hui observer les restes dans la sous-région de Chontalpa dans l'État de Tabasco, où il subsiste ce que l'on appelle les camellones chontales.

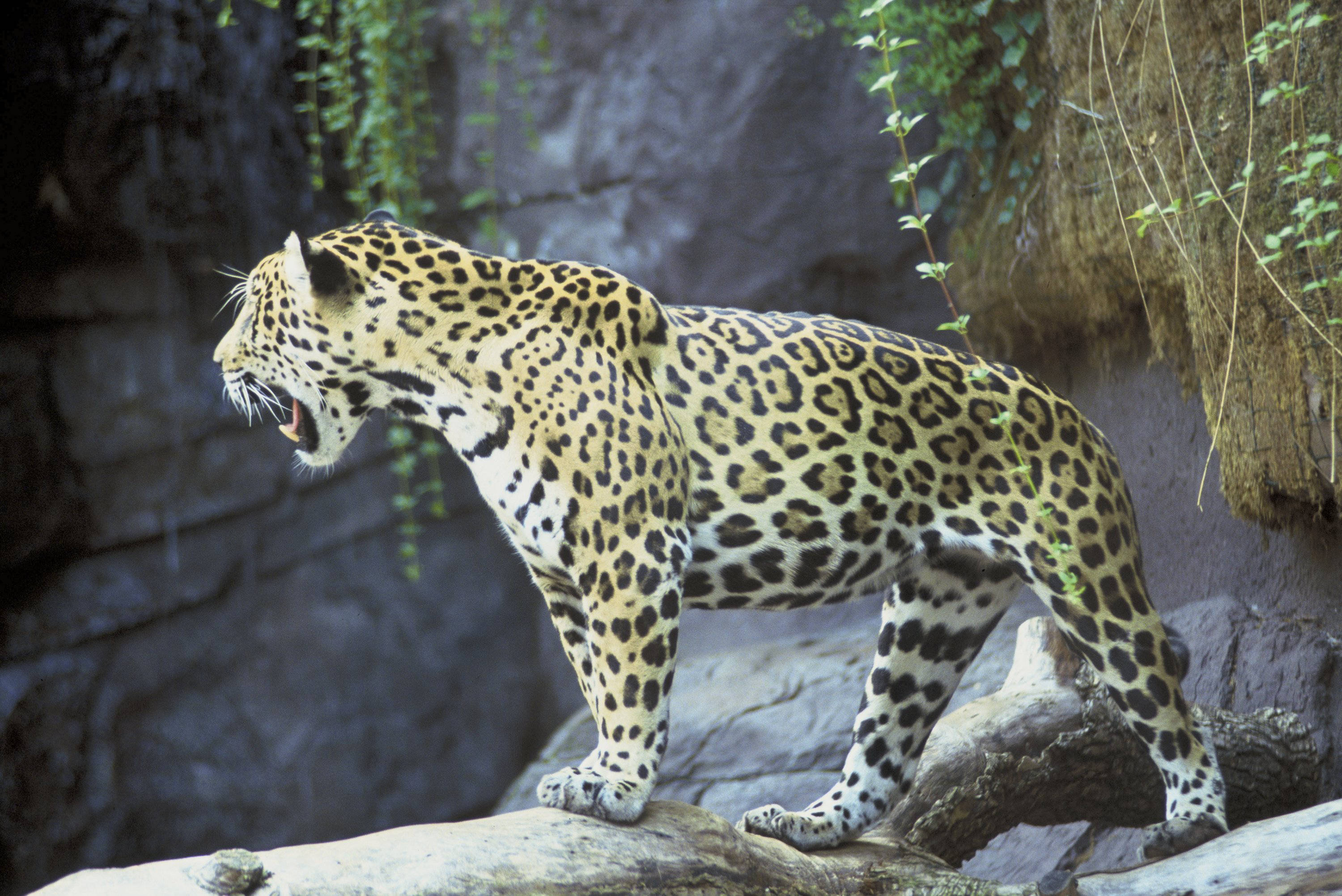
Le jaguar était un animal très respecté en Mésoamérique, où il vivait principalement dans les forêts tropicales situées entre les terres basses de Oaxaca et la limite sud de la zone culturelle.

Par ailleurs, la faune dont disposaient les peuples mésoaméricains n'était pas facilement domesticable. Plusieurs millénaires avant le début de la civilisation d'Amérique moyenne, les espèces majeures de mammifères qui auraient pu être domestiquées avaient disparu à cause d'une chasse excessive. Tel fut le cas du cheval et de diverses espèces de bovins. Ceci explique pourquoi les peuples de la région manquaient d'animaux de trait et pourquoi la civilisation mésoaméricaine fut exclusivement agricole. Les seules espèces domestiquées furent le xoloitzcuintle et le dindon, mais ils n'ont jamais constitué une partie importante du régime ou de l'économie de la plupart des mésoaméricains.
En dépit de ce qui précède, les sociétés de la région pratiquaient la chasse d'autres espèces, en complément de leur régime (cerf, lapins, oiseaux, et de nombreux insectes), ou comme articles somptuaires (peaux de félins, plumages).
Étant donné que la Mésoamérique se présente fragmentée en niches écologiques très réduites et diverses, aucune des sociétés qui la peuplaient durant les temps préhispaniques n'était autosuffisante. Pour cette raison, à partir des derniers siècles de la période archaïque, antérieure à la préclassique, les peuples de la région se spécialisèrent dans l'exploitation de certaines ressources naturelles abondantes. Puis ils ont établi des réseaux d'échange commercial pour corriger les manques dus à l'environnement. Les peuples de l'Ouest, par exemple, se sont spécialisés dans la production agricole et la céramique; les habitants de l'Oaxaca produisaient du coton et la cochenille; de la côte arrivaient le sel, le poisson séché, les coquillages marins et le pigment comme la pourpre; des terres basses de la zone Maya et du golfe provenaient le cacao, la vanille, les peaux de jaguar, des oiseaux précieux comme le quetzal ou l'ara ; du Mexique central provenait la majeure partie de l'obsidienne servant à la fabrication des armes et des outils.

## Géographie

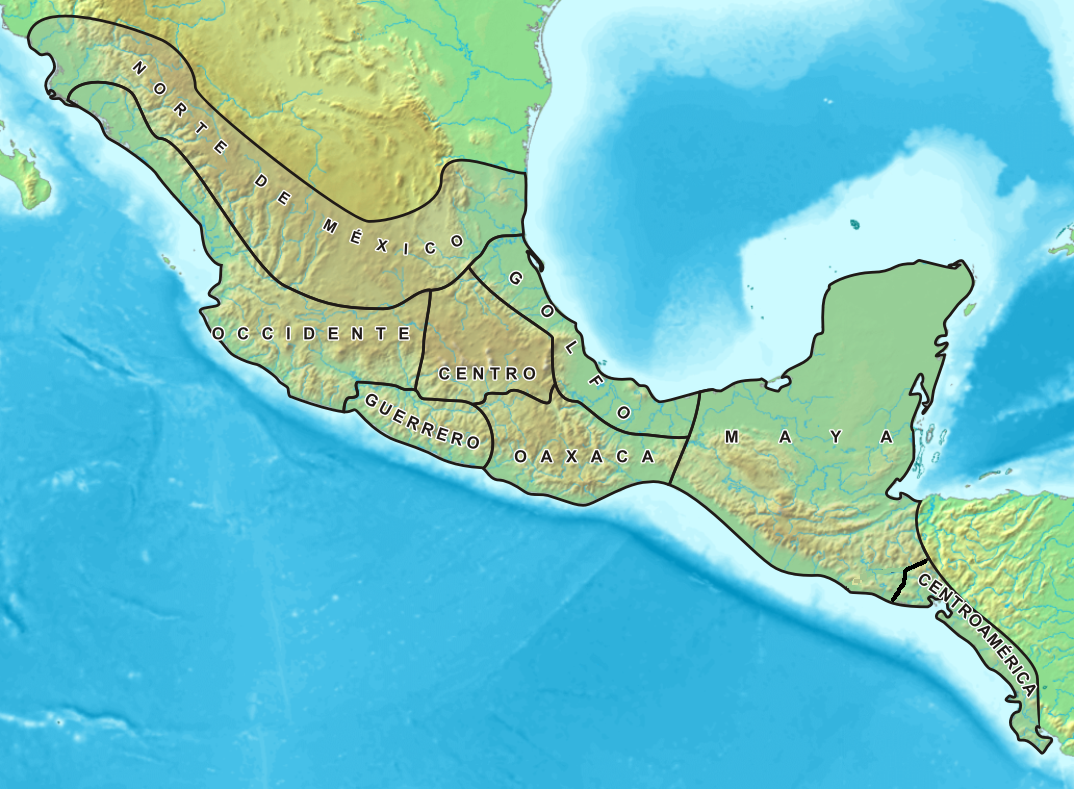
Carte des aires culturelles de la Mésoamérique.

La vallée de Mexico, dans la zone centrale du Mexique, est un des principaux foyers des civilisations mésoaméricaines.

Les limites géographiques de la Mésoamérique ont varié selon les époques.
Leur définition n'est pas toujours très précise car il est parfois difficile d'évaluer si les données archéologiques recueillies sur certains sites suffisent à les rattacher à la culture mésoaméricaine, en particulier dans le cas de ceux qui sont à la frontière de l'Aridoamérique et de l'Oasisamérique.

### Limite nord

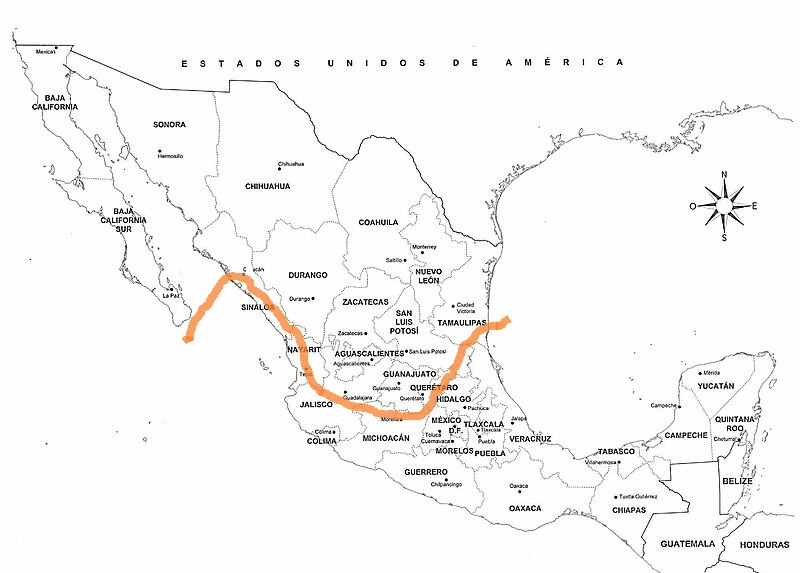
Aridamérique du Nord-Mexique.

La limite nord de la Mésoamérique est située, dans l'ensemble des publications, dans la partie nord de l'actuel Mexique.
Elle est déterminée sur la base des distinctions établies par Paul Kirchhoff (1900-1972) entre Mésoamérique, Aridamérique et Oasisamérique.
Elle est généralement située (d'est en ouest, par rapport aux États mexicains actuels) :
- dans le sud de Tamaulipas et de Nuevo León ;
- dans le nord de San Luis Potosí, de Zacatecas et de Durango ;
- dans le sud-ouest de Chihuahua ;
- dans le sud de Sonora.

### Aires culturelles et ethnies
Même si l'ensemble des peuples mésoaméricains partageaient un grand nombre de points communs, du fait de nombreuses interactions politiques, culturelles et commerciales, ils n'étaient pas tous identiques.
Ils constituaient des ethnies différentes, ne parlaient pas tous la même langue et avaient développé des traditions spécifiques qui permettent de les distinguer et de les regrouper en diverses aires culturelles plus réduites : Nord, Occident, Guerrero, Centre, Golfe, Oaxaca, Maya et Amérique centrale.
Voici une liste non exhaustive des différentes ethnies de chaque aire culturelle :
|                   | Préclassique                       | Classique                | Postclassique                                                                                  |                          |
| Nord              |                                    | Plazuelas, Peralta       | Chichimèques                                                                                   |                          |
| Occident          | Tarasques                          | Tarasques                | Tarasques                                                                                      |                          |
| Guerrero          | Mixtèques                          | Mixtèques                | Mixtèques                                                                                      |                          |
| Centre            | Tlatilco, Cuicuilco et Teotihuacan | Teotihuacan et Nahuas    | Acolhuas et Nahuas (dont les Toltèques puis les Aztèques, les Tépanèques et les Tlaxcaltèques) |                          |
| Golfe             | Olmèques, Huaxtèques et Totonaques | Huaxtèques et Totonaques | Huaxtèques et Totonaques                                                                       | Huaxtèques et Totonaques |
| Oaxaca            | Zapotèques et Mixtèques            | Zapotèques et Mixtèques  | Zapotèques et Mixtèques                                                                        |                          |
| Maya              | Mayas                              | Mayas                    | Mayas                                                                                          |                          |
| Amérique centrale |                                    |                          |                                                                                                |                          |

## Histoire

### Périodisation
Un cadre chronologique général a été défini, pour l'ensemble des civilisations mésoaméricaines, à partir du XIXe siècle, sur la base d'une comparaison entre la Grèce antique et la civilisation maya qui venait d'être redécouverte grâce aux travaux de John Lloyd Stephens et Frederick Catherwood. La période de l'apogée de la civilisation maya a ainsi été définie comme l'époque classique, et par conséquent, la période antérieure a été qualifiée de préclassique et la postérieure de postclassique.
Ces trois périodes ont par la suite été subdivisées de manière plus fine, chacune en trois périodes d'abord : ancien, moyen et récent. Sont ensuite apparues des dénominations supplémentaires, comme le protoclassique (du début du IIe siècle av. J.-C. à la fin du IIe siècle apr. J.-C.) et l'épiclassique (d'environ 650 à 900 ap. J.-C.). Pour la préhistoire de la Mésoamérique, on distingue également parfois préclassique et époque archaïque (d'environ 8000 à 2500 av. J.-C.).
Les dates de début et de fin de chaque époque ont fait l'objet de nombreuses recherches et discussions, mais on attribue traditionnellement les dates suivantes à chaque période :
- préclassique (également appelée formative, en particulier dans les publications en anglais) : de 2500 av. J.-C. à 200 ap. J.-C.;
  - préclassique ancien : de 2500 av. J.-C. à 1200 av. J.-C. ;
  - préclassique moyen : de 1200 av. J.-C. à 400 av. J.-C. ;
  - préclassique récent (ou tardif) : de 400 av. J.-C. à 200 ap. J.-C. ;
- classique : de 200 à 900 ap. J.-C. ;
  - classique ancien : de 200 à 600 ap. J.-C. ;
  - classique récent (ou tardif) : de 600 à 900 ap. J.-C. ;
- postclassique : de 900 ap. J.-C. à la conquête espagnole ;
  - postclassique ancien : de 900 à 1200 ap. J.-C. ;
  - postclassique récent (ou tardif) : de 1200 à la conquête espagnole.

De nombreuses propositions de chronologies alternatives ont été publiées par d'éminents chercheurs, mais le cadre commun de référence de quasiment tous les mésoaméricanistes reste le schéma ci-dessus,.

### Époque préclassique

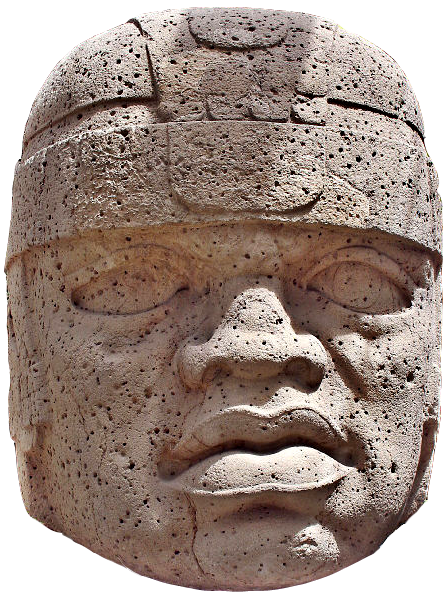
Tête colossale olmèque no 1 de San Lorenzo Tenochtitlan.

L'Époque préclassique fait suite à l'époque archaïque (-8000 à -2500). Elle marque véritablement les débuts de la Mésoamérique comme aire culturelle. Daté traditionnellement de -2500 à 300, le préclassique est marqué par les débuts de l'agriculture mésoaméricaine (fondée sur le maïs) et la sédentarisation. On ignore les noms des peuples de cette époque : les noms actuels leur ont été donnés plus tard. Des vagues de nouveaux arrivants continuent après la sédentarisation. Les peuples de langue nahuatl seraient les derniers arrivés.
Au Préclassique ancien, la taille des villages augmente progressivement, avec une différenciation des activités, comme à San José Mogote en Oaxaca, et le début d'échanges interrégionaux, surtout des produits de prestige. Parmi les sites les plus anciens figurent les complexes funéraires de la culture El Opeño et de la culture Capacha dans l'Ouest du Mexique.
Au Préclassique moyen apparaissent des communautés plus importantes, comme Tlatilco au Mexique central et Monte Alban I en Oaxaca. Dans les basses-terres de la côte du Golfe du Mexique apparaît vers -1200 une culture, celle des Olmèques, qui, par sa sophistication, se distingue de toutes les autres : centres cérémoniels monumentaux, apparition d'une élite sociale... Plusieurs centres olmèques se succèdent : San Lorenzo, La Venta, Tres Zapotes. Les traits culturels se répandent dans le restant de la Mésoamérique, du Guerrero au Honduras, au point que l'on parle de « culture-mère », un concept qui fait encore l'objet d'âpres débats parmi les spécialistes. Certains préfèrent parler de « cultures-sœurs », dont l'apparition simultanée s'explique par l'existence de surplus agricoles, qui permettent partout l'émergence d'élites locales. La diffusion des traits culturels s'explique alors par les échanges commerciaux de produits de luxe recherchés par ces élites, tels que le jade, la turquoise, l'hématite, le cacao, les plumes d'oiseaux, etc. Les sites de Chalcatzingo au Mexique central ou Takalik Abaj au Guatemala sont représentatifs de ces interactions complexes.

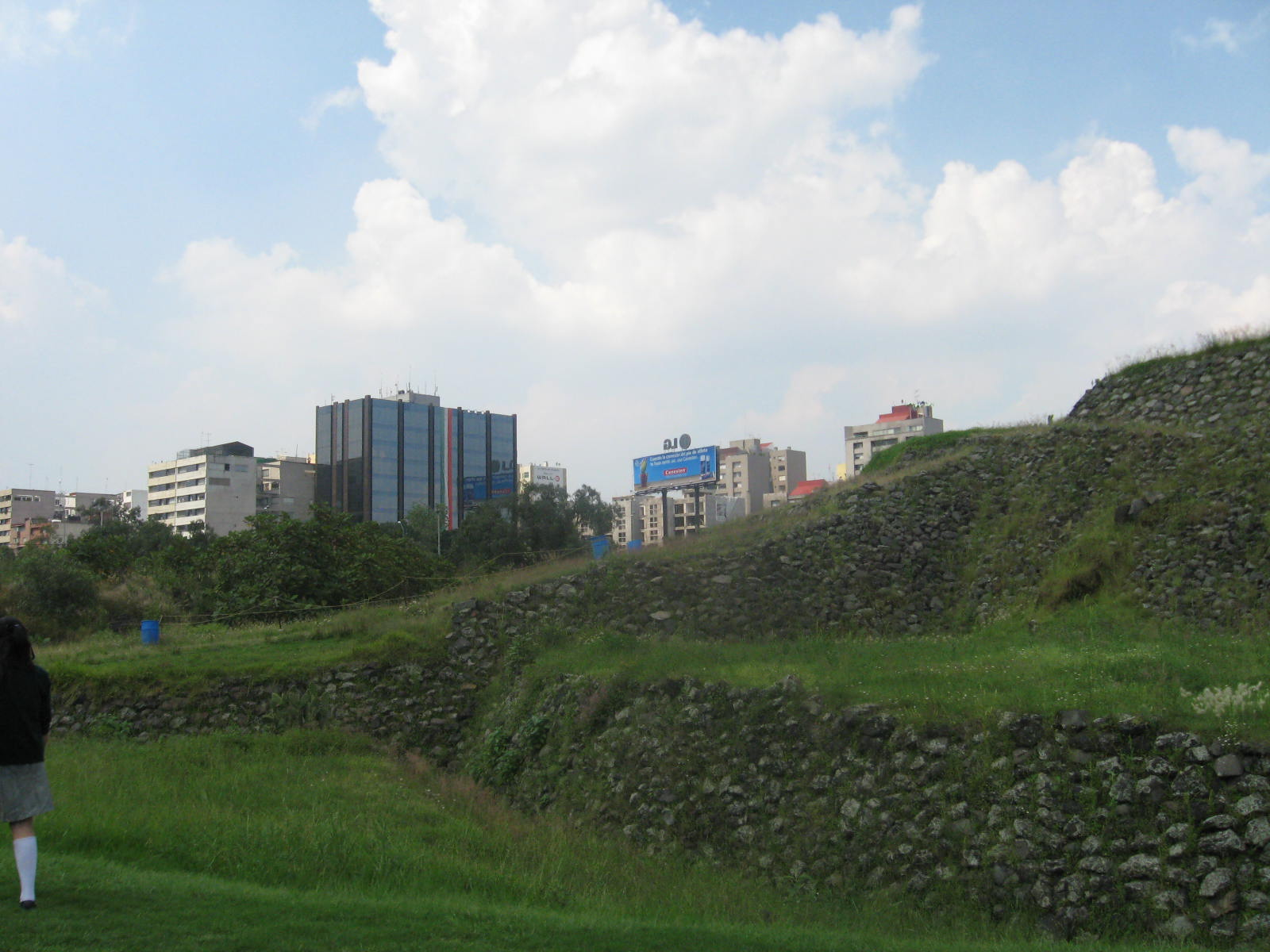
Site de Cuicuilco, actuellement dans les faubourgs de Mexico.

Au Préclassique récent, les sites olmèques se sont éteints, à l'exception de Tres Zapotes. Des cultures locales se dégagent. En Oaxaca, Monte Alban II, centre de la civilisation zapotèque, et au Mexique central, le site de Cuicuilco. La disparition, à la suite d'une éruption volcanique, de ce dernier site coïncide avec l'émergence de Teotihuacan, qui dominera l'époque suivante dans toute la Mésoamérique.
Des développements importants ont lieu à cette époque dans l'isthme de Tehuantepec, où apparaissent un type d'écriture original appelé épi-olmèque et les premières inscriptions en Compte long. Un peu plus au sud, dans le piémont pacifique et les Hautes-Terres mayas, des sites tels que Kaminaljuyu, El Baul, Takalik Abaj et Izapa constituent un chaînon entre les Olmèques et la civilisation maya. Le développement des Basses-Terres pose le problème des influences qu'elles ont subies, soit par contact direct avec les Olmèques, soit par le biais des cités des Hautes-Terres citées plus haut. Dans l'est des Basses-Terres du sud apparaissent les premières cités mayas, notamment Cerros au Belize. Les bouleversements les plus profonds concernent le Bassin d'El Mirador dans le Petén. Au cours des dernières décennies, l'exploration du site de Nakbé, où des plates-formes monumentales apparaissent au Préclassique moyen (vers 600), et surtout du site d'El Mirador lui-même, dont la floraison date du Préclassique récent et qui compte la structure pyramidale la plus importante jamais construite dans le monde maya, a bouleversé l'idée que les spécialistes se faisaient du développement de la civilisation maya. Le gigantisme des constructions d'El Mirador à une époque aussi précoce implique une main d'œuvre extrêmement importante et un degré d'organisation politique considéré il y a peu comme inconnu avant l'Époque classique. Vers 150, le bassin d'El Mirador se dépeuple. Cette période semble correspondre à un premier « effondrement » de la civilisation maya, avant celui de la fin de l'Époque classique.
À l'autre extrémité du monde mésoaméricain, dans la région que les archéologues mexicains appellent « Occidente », dans les États actuels de Colima, Nayarit et Jalisco, ainsi qu'au long du fleuve Mezcala, fleurissent les cultures dites des « tombes à fosse », dont la datation est incertaine. Un peu plus au sud-est, dans l'actuel État de Guanajuato, s'épanouit la culture Chupicuaro.

### Époque classique

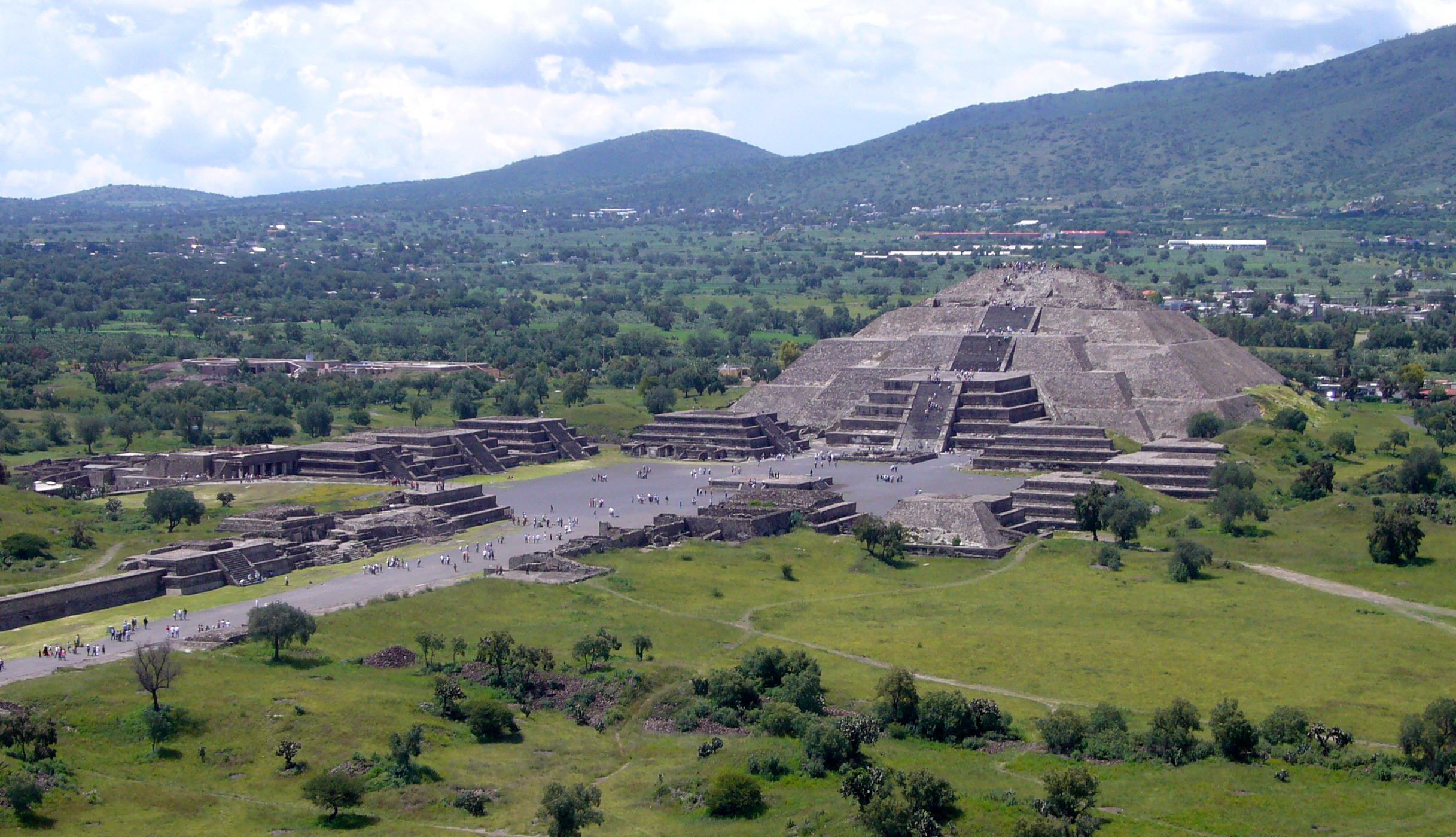
Teotihuacan.

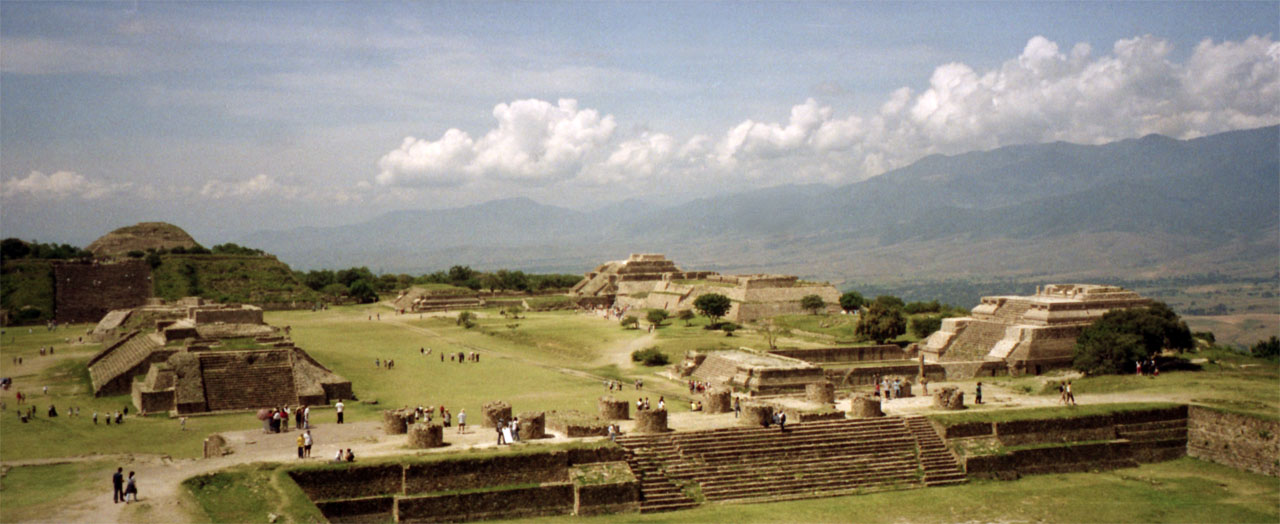
Monte Alban.

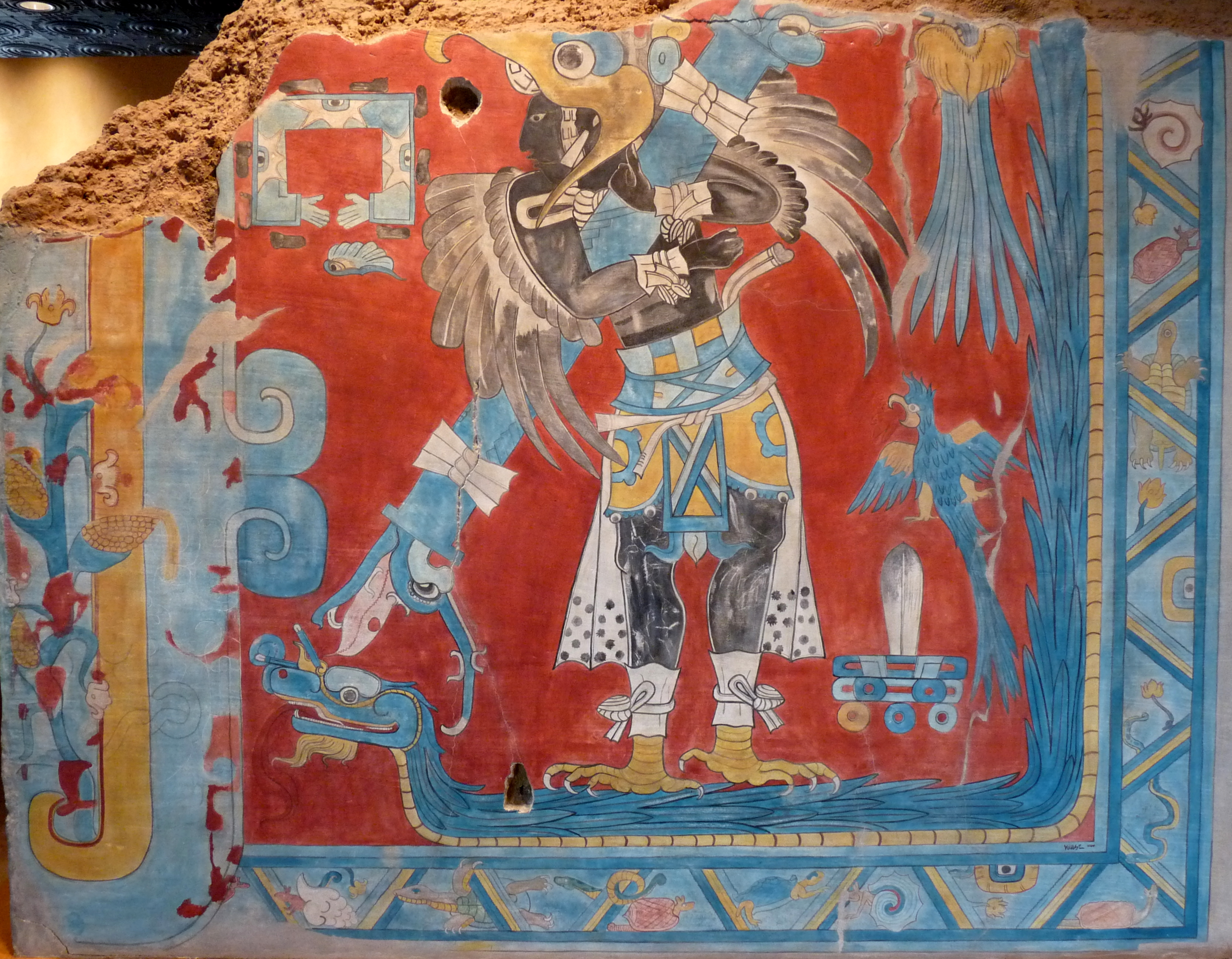
Peintures murales de Cacaxtla.

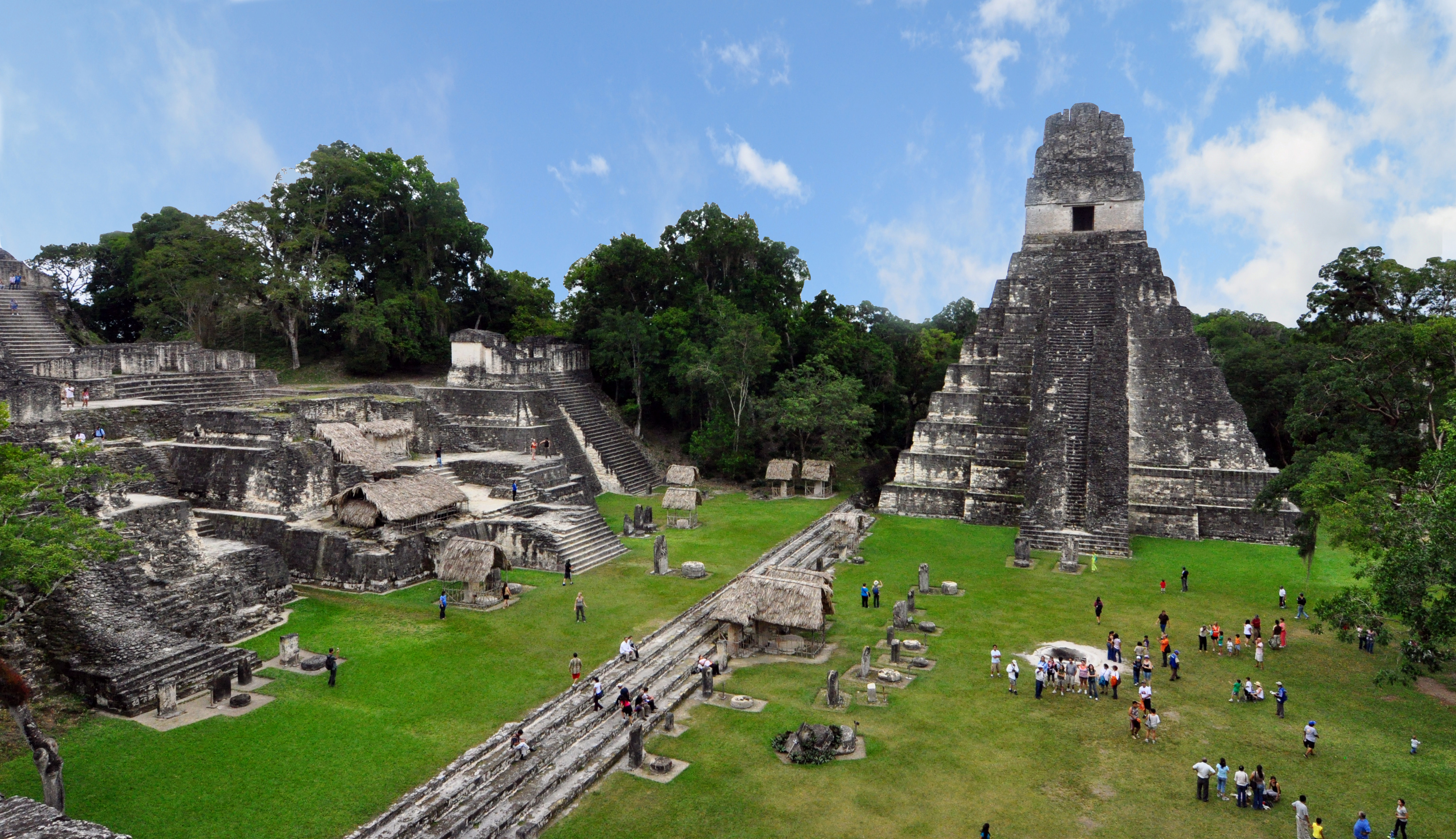
Tikal.

Le Classique ancien est dominé par la mégalopole de Teotihuacán, qui couvre 20 km2 et compte une centaine de milliers d'habitants à son apogée. Son influence se fait sentir jusque dans la zone maya, où le centre de gravité s'est déplacé vers les Basses-Terres du sud : de nombreuses cités-États développent un système politique fondé sur la « royauté divine » (appelée aussi « royauté sacrée »).
En Oaxaca, le passage du Préclassique (Monte Albán II) au Classique (Monte Albán III) s'opère sans solution de continuité. À son apogée (Monte Albán IIIb) la capitale zapotèque compte 30 000 habitants. La plupart des bâtiments visibles actuellement datent de cette époque. Monte Albán III est contemporain de Teotihuacán avec laquelle il entretient des rapports diplomatiques. Il existe par ailleurs un quartier (« barrio ») zapotèque à Teotihuacán. À l'extrémité est de la Mésoamérique se développe la culture de Cotzumalhuapa.
Au Classique récent, l'écroulement de Teotihuacan au VIIe siècle, dans des circonstances mal définies - invasion ou rébellion ? - aura pour conséquence la perturbation des routes commerciales et l'irruption de groupes chichimèques venus du nord, comme ce sera d'ailleurs encore souvent le cas dans l'histoire de la Mésoamérique.
Certains développements continuent à laisser les archéologies perplexes, notamment la présence de guerriers mayas sur des peintures murales de Cacaxtla au Mexique central. Des cités plus petites prennent le relais de Teotihuacan, notamment Xochicalco et Cholula. En Oaxaca, Monte Alban décline également et est progressivement abandonné vers 700. Dans la région de la Côte du Golfe du Mexique fleurit la culture d'El Tajin, qui se distingue par l'importance accordée au jeu de balle. En témoignent les nombreux « jougs », « hachas » et « palmas » associés à cette activité que l'on a retrouvés dans la région.
Dans les Basses-Terres centrales mayas, les archéologues, se fondant sur l'absence d'inscriptions à Tikal au milieu du VIe siècle, ont cru voir jadis un « hiatus », qui aurait marqué la frontière entre le Classique ancien et le Classique récent. Actuellement on considère qu'il s'agit d'un phénomène local, à situer dans le cadre de la compétition féroce que se livraient les principales cités maya de l'époque, Calakmul et Tikal, cette dernière ayant eu le dessous. Tikal se relèvera de sa défaite et le Classique récent se caractérise à la fois par l'extraordinaire épanouissement artistique d'un grand nombre de cités mayas et des conflits d'une intensité toujours plus forte. Dans les Basses-Terres centrales mayas, on assiste littéralement à un « effondrement » à partir du IXe siècle : les unes après les autres, les cités cessent d'ériger des stèles datées en Compte Long. Les Basses-Terres du sud se dépeuplent progressivement. Par contre, dans les Basses-Terres du nord, la fin du Classique ou Classique final voit l'épanouissement des cités Puuc d'Uxmal, Sayil, Labna et kabah. Toutes les cultures mexicaines déclinent également vers 900.

### Époque postclassique

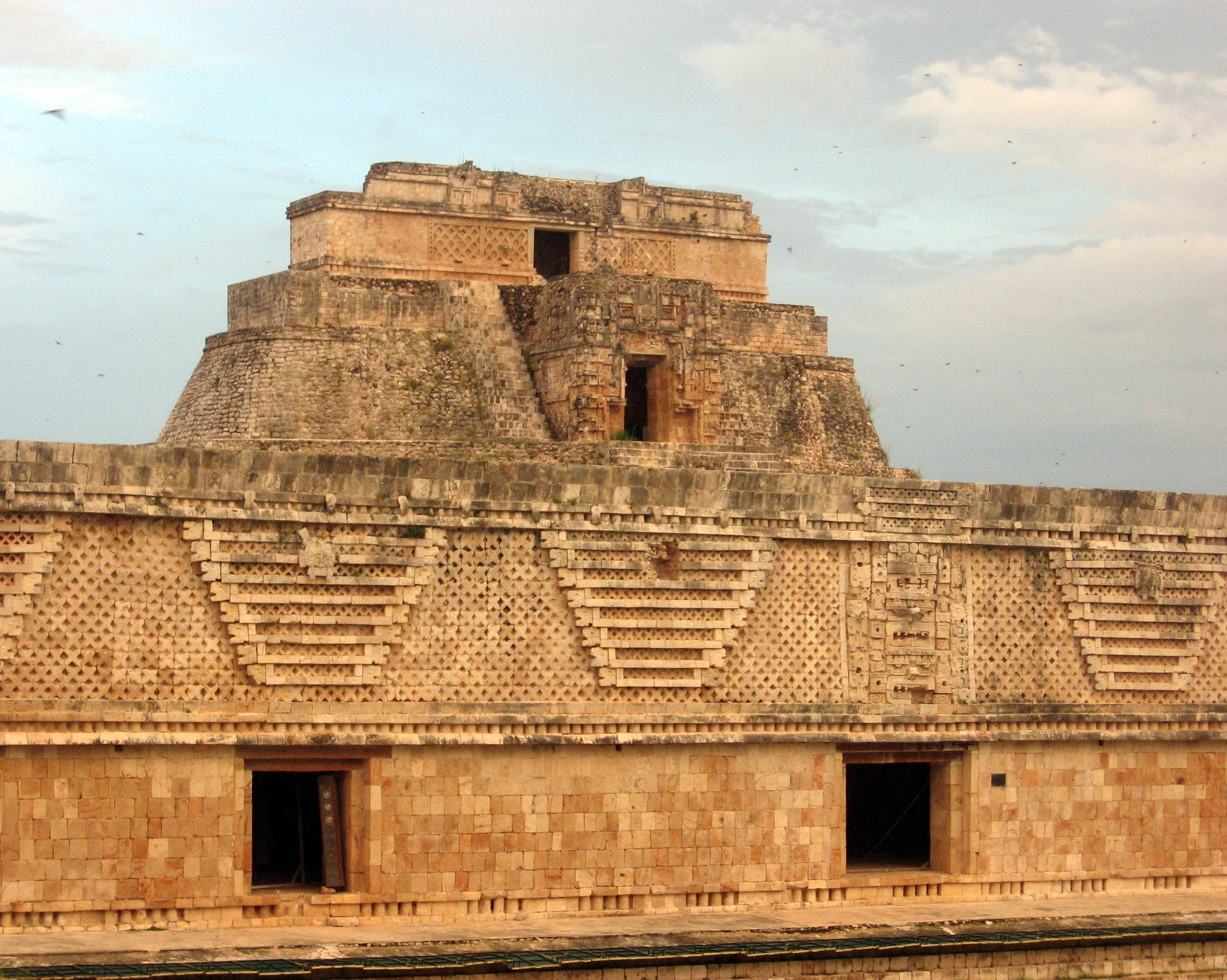
Architecture de style puuc d'Uxmal.

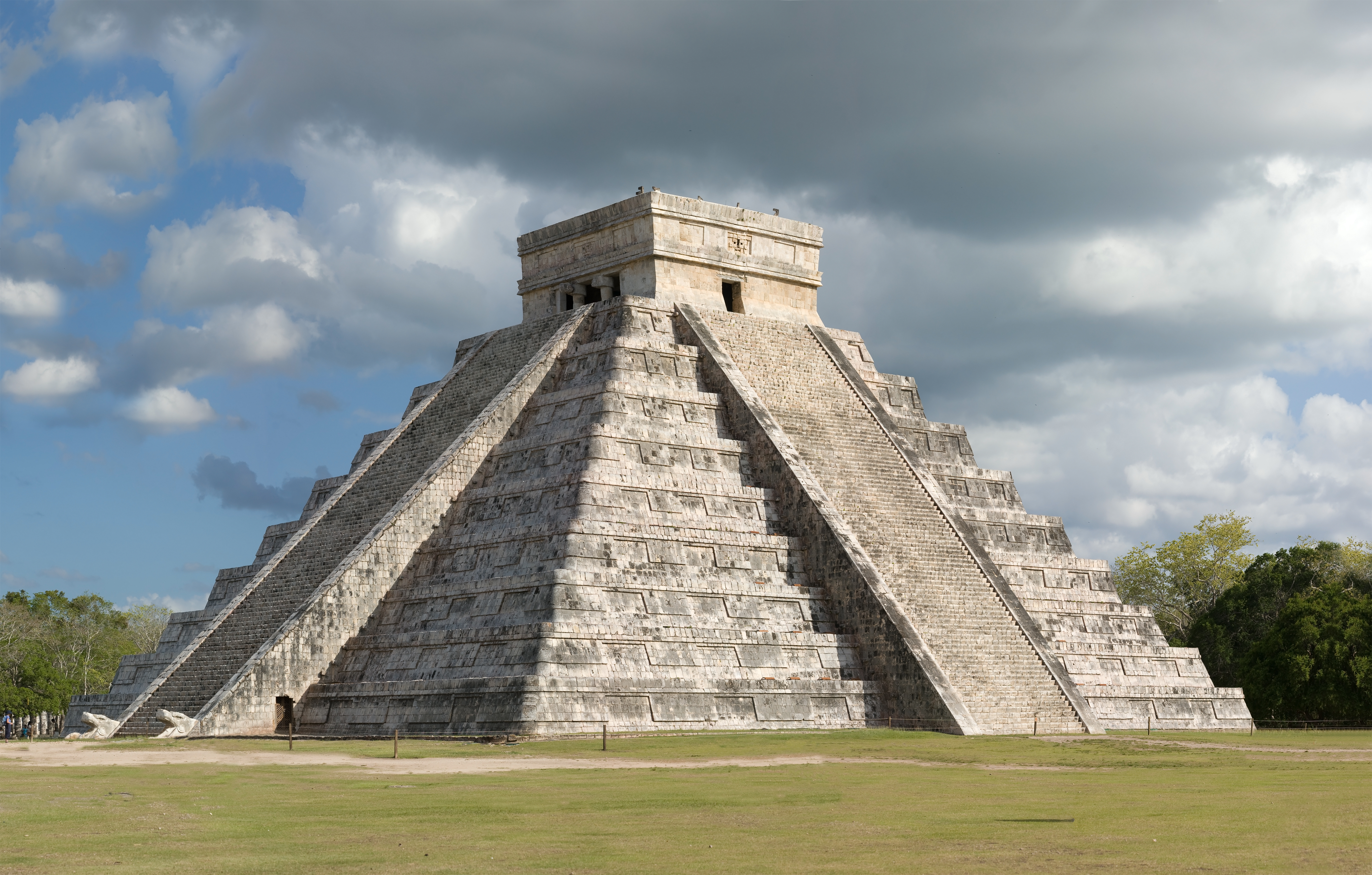
Chichén Itzá.

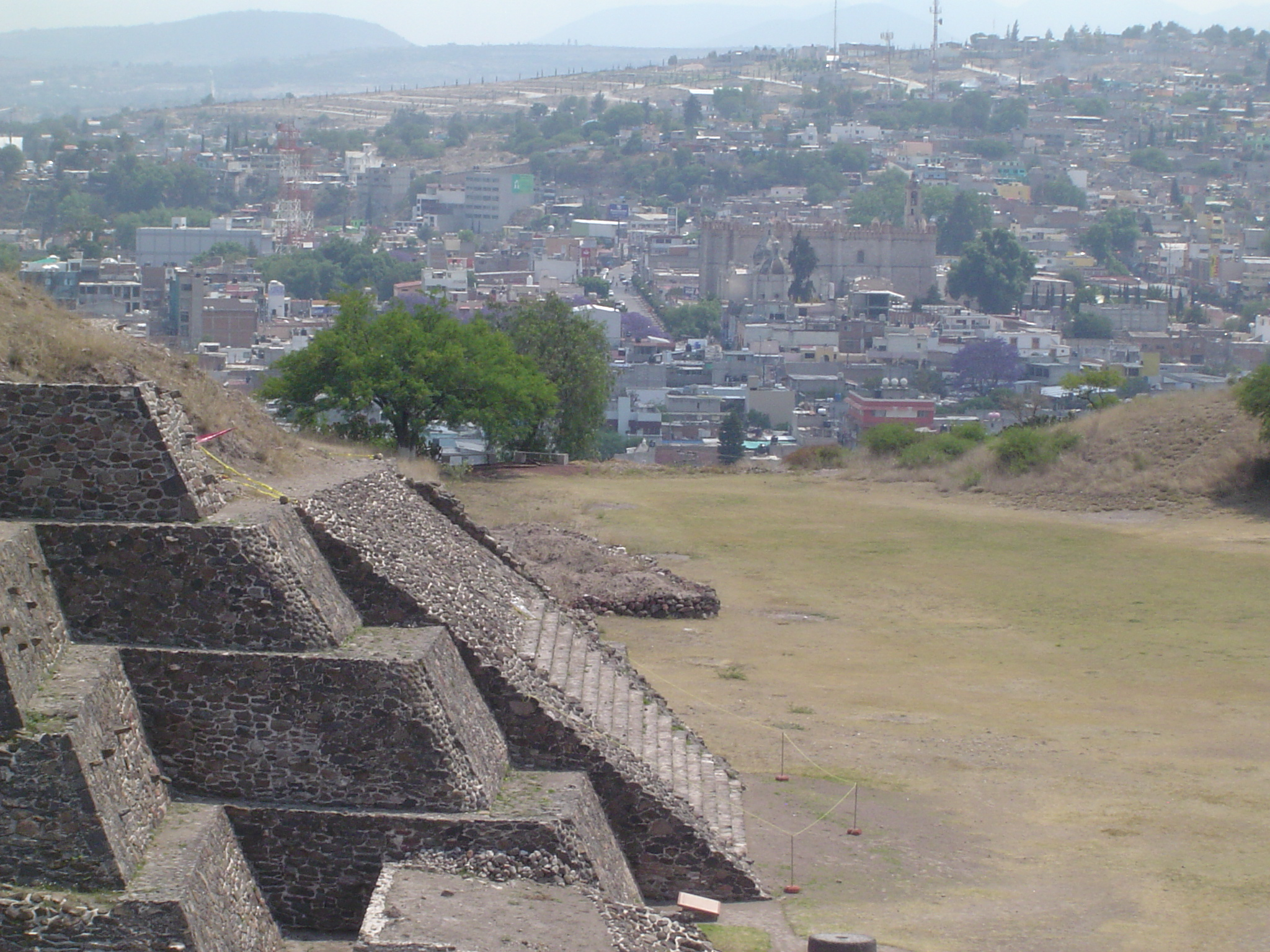
Zone archéologique de Tula.

L'Époque postclassique s'étend du Xe siècle à la conquête espagnole. Le Postclassique voit se poursuivre le mouvement de militarisation des sociétés mésoaméricaines et l'émergence d'une classe de guerriers, groupés en ordres militaires, sous l'égide d'animaux-totems, comme l'aigle ou le jaguar.
Dans la zone maya, le Yucatan prend le relais des Basses-Terres centrales. On peut penser qu'il bénéficie d'un apport de population en provenance des Basses-Terres du sud. Des cités comme Uxmal et Labna développent un style régional appelé « puuc ». Au Xe siècle, la cité de Chichen Itza domine la région. Les ressemblances frappantes entre les monuments de Chichen Itza et ceux de Tula ont donné naissance à la fameuse théorie de l'« invasion toltèque » au Yucatán. Si les contacts entre le Mexique central et la zone maya ne font aucun doute, de plus en plus de spécialistes remettent en question cette invasion, admettant simplement qu'on ne dispose pas de réponse à la question pour le moment. Le déclin de Chichen Itza s'amorce au XIe siècle. Après sa défaite vers 1220 par la cité de Mayapan, cette dernière prend la tête d'une confédération qui domine la péninsule du Yucatan. Les Livres de Chilam Balam relatent la chute de Mayapan au XVe siècle. Cet événement marque le début d'un émiettement politique qui dure jusqu'à la conquête espagnole.
Dans les Hautes-Terres mayas, des élites se réclamant des « Toltèques » fondent des royaumes conquérants, dotés d'une direction collégiale, où l'influence culturelle mexicaine est sensible. Le principal de ces royaumes est celui des Quichés, auxquels nous devons notre principale source écrite sur la religion maya, le Popol Vuh. Au XVe siècle, les Cakchiquels leur disputent l'hégémonie sur les hautes-Terres.
La partie occidentale de l'Oaxaca est le territoire des Mixtèques, un peuple apparenté linguistiquement à leurs voisins zapotèques. Relativement mal connus à l'Époque classique, ils s'affirment au Postclassique. Leur histoire nous est connue par des documents ethnohistoriqus, la série des codex dits « mixtèques ». Ils étaient divisés en cités-états militaristes qui se faisaient la guerre et pénétrèrent le territoire des Zapotèques, dont ils réutilisèrent les tombes à Monte Albán (phase V). Les modalités de cette pénétration sont mal connues et font l'objet de débats opposant les tenants d'invasions mixtèques à ceux d'une persistance de la culture zapotèque avec une infiltration mixtèque, notamment par le biais de mariages princiers, accompagnée d'échanges qui rendent les deux cultures difficiles à distinguer à cette époque dans la vallée d'Oaxaca. Les Mixtèques apportèrent une contribution importante à l'histoire des arts mésoaméricains dans le domaine de la céramique, des mosaïques en turquoise, et surtout de l'orfèvrerie, dont la technique leur serait parvenue du Pérou.
Dans le Mexique central, du chaos de la fin du Classique émergent les Toltèques, venus du nord comme tous les envahisseurs. Ils établissent leur capitale à Tula. Selon la tradition, ils auraient été menés par un chef appelé Mixcoatl, dont le fils, Topiltzin, aurait donné naissance aux légendes de Quetzalcóatl. Au Postclassique récent, Tula s'écroule au XIIe siècle sous les coups de nouvelles vagues chichimèques venues du nord. Cette situation engendre un nouvel émiettement politique. Des groupes toltèques émigrent vers la vallée de Mexico, où ils fondent de petits États, tels que Xochimilco ou Azcapotzalco. Ils sont suivis par des bandes de Chichimèques, auxquels on doit la fondation de Texcoco. À partir du XVe siècle, la scène est dominée par l'émergence des Mexicas, les derniers arrivés des Chichimèques, dont les origines se perdent dans les brumes légendaires et que ses pérégrinations ont amené dans la vallée de Mexico. Après des débuts pénibles, en un peu moins d'un siècle, ils bâtissent une triple alliance qui devient un véritable empire aztèque s'étendant du golfe du Mexique jusqu'à l'océan Pacifique. Ils se veulent les héritiers de Teotihuacan et surtout des Toltèques. Le royaume tarasque au Michoacán est la seule puissance à résister aux Aztèques, et même à rivaliser avec eux. L'irruption des conquistadors espagnols sur la côte du Golfe du Mexique en 1519 mit brutalement fin au développement des sociétés mésoaméricaines. Après la destruction de Tenochtitlan par Hernán Cortés et ses alliés indiens tlaxcaltèques, les Espagnols étendirent rapidement leur domination sur l'ensemble de la Mésoamérique.
Les Mayas du Yucatan leur opposèrent une résistance farouche jusqu'en 1546. À la place des sociétés indigènes s'installa ensuite une société métisse, la société coloniale espagnole. Seul le petit royaume maya de Tayasal, protégé par les jungles du Petén, perpétua la culture indigène jusqu'à sa destruction par les Espagnols en 1697.

## Historiographie

### En langue française
La publication de travaux historiques sur la Mésoamérique, en langue française, est marquée par une première série de publications (en particulier les Antiquités mexicaines de l’abbé Baradère) suscitées par la création du « prix Palenque » en 1826 par la Société de géographie de Paris. En 1864, la création d'une Commission scientifique du Mexique en France permet une nette inflation du nombre de publications en français sur la Mésoamérique, surtout dans le domaine de l'épigraphie maya, grâce à quelques auteurs tels que Brasseur de Bourbourg, Désiré Charnay, Hyacinthe de Charencey, Ernest Hamy ou Léon de Rosny. La création du Congrès international des américanistes en 1875 participe à motiver des chercheurs étrangers à publier en français. À partir des années 1920, Paul Rivet relance l'activité du Journal de la Société des américanistes et inspire le travail de jeunes chercheurs comme Jacques Soustelle, Robert Ricard, et Guy Stresser-Péan qui, après la seconde guerre mondiale, vont consolider la recherche sur la Mésoamérique en langue française, à laquelle participent désormais des chercheurs belges et suisses. En 1964, la création de la MAEFM (renommée ensuite CEMCA) permet une activité de recherche institutionnelle et des publications plus régulières.